# Vai Diego
Vai Diego (Go, Diego! Go!) è una serie televisiva a cartoni animati prodotta da Nickelodeon, spin-off di Dora l'esploratrice (2000); Diego è il cugino di Dora ed aiuta gli animali in difficoltà.
Nel cartone i bambini imparano parole e termini inglesi; inoltre l'animale che deve essere soccorso viene studiato nelle sue caratteristiche: il verso, il colore, il modo di muoversi e l'ambiente dove vive. Alla fine di ogni episodio, ne viene mostrata l'immagine reale.
Inoltre spesso il personaggio di Diego si rivolge allo spettatore, chiedendo quale sia la cosa migliore da fare, mostrando le opzioni possibili; in questo modo si crea anche un coinvolgimento interattivo, che stimola la curiosità dei bambini per gli animali e la natura.
Il cartone animato è stato trasmesso negli USA nel 2005 e in Italia nel giugno 2006 su Nickelodeon, su Nick Jr. dal 31 luglio 2009, su Super! dal 18 marzo 2012.

## Personaggi
- Diego Marquez: è il protagonista della serie e ha 8 anni. Soccorre gli animali in difficoltà e parla sia in italiano che in inglese. Ha come amico Baby Giaguaro. Voce di Manuel Meli.
- Alicia Marquez: è la sorella maggiore di Diego, ha 11 anni ed è una maga del computer. Adora il fratellino ed ha un talento naturale per comunicare con gli animali ed entrare in sintonia con loro. È una sorella protettiva, che segue i movimenti di Diego nello schermo del Centro di Salvataggio mettendolo in guardia da eventuali pericoli. Voce di Monica Ward.
- Dora: è la cugina di Diego, protagonista della serie Dora l'esploratrice. Aiuta Diego in alcuni episodi. Doppiata da Chiara Oliviero.
- Boots la scimmietta: è la scimmietta-maschio, amico di Dora. Doppiato da Monica Ward.
- Mappa: è la mappa di Dora. Indica le strade dalla partenza all'arrivo. Doppiato da Tatiana Dessi.
- Click: è la macchina fotografica che parla e canta, che ha anche funzioni di Radar e di sintetizzatore vocale, grazie alla quale Diego trova gli animali in pericolo. Voce di Ilaria Latini.
- Baby Giaguaro: è un cucciolo di giaguaro, amico di Diego. Voce di Tatiana Dessi.
- Zainetto: è lo zainetto che trasporta tutte le cose di Dora. Voce di Antonella Baldini.
- Zaino SOS: è uno zaino magico che all'occorrenza si trasforma in qualsiasi attrezzo o mezzo di trasporto. Voce di Maura Cenciarelli.

## Sigla
La sigla in italiano è cantata da Mirko Albanese ed è curata da StudioCompresso.